# Nathan (futebolista)
Nathan Allan de Souza, mais conhecido como Nathan Pescador ou simplesmente Nathan (Blumenau, 30 de agosto de 1996), é um futebolista brasileiro que atua como meia-atacante e ponta-esquerda. Atualmente, está sem clube.

## Carreira

### Atlético Paranaense
Nathan começou sua carreira nas categorias de base do Atlético Paranaense e subiu para o time principal em 2014, fazendo sua estreia na Taça Libertadores de 2014, no dia 29 de janeiro, no jogo contra o Sporting Cristal, pela pré- Libertadores, substituindo Marcelo Cirino.
Em 25 de março de 2015, Nathan se desvinculou com o rubro negro paranaense após o fim de seu contrato em um polêmico episódio. O jogador e o clube vinham travando uma batalha judicial desde a metade de 2014. O clube rubro-negro queria a renovação automática do vínculo contratual por mais dois anos, o que não era a vontade dos representantes do jogador. Depois de um imbróglio judicial para rescindir com o time que o revelou, Nathan foi vendido a equipe britânica Chelsea. A equipe inglesa ofereceu 7 milhões de euros ao todo (aproximadamente 22,9 milhões de reais na cotação da época).

### Chelsea
Em 14 de maio de 2015, Nathan assinou um contrato de cinco anos com o Chelsea.

#### Vitesse (empréstimo)
Foi imediatamente repassado por empréstimo ao Vitesse, da Holanda, onde ficou por duas temporadas, disputou 51 partidas, marcou sete gols e participou da conquista da Copa da Holanda de 2016–17.

#### Amiens (empréstimo)
Ao início da temporada 2017–18, Nathan foi emprestado por um ano ao Amiens, da França, mas deixou a equipe na metade da temporada com apenas três partidas disputadas.

#### Belenenses (empréstimo)
Em 11 janeiro de 2018, foi anunciado pelo clube português Belenenses, onde passou o restante da temporada, marcando dois gols em 13 partidas da Primeira Liga.

### Atlético Mineiro
Em 24 de julho de 2018, Nathan acertou sua volta ao Brasil para defender o Atlético Mineiro por empréstimo de um ano, que posteriormente foi estendido até à metade de 2020.
No dia 1 de julho de 2020, Nathan acertou sua transferência em definitivo para o Atlético, assinando um contrato de quatro anos com com o clube.

#### Fluminense (empréstimo)
Em 4 de janeiro de 2022, Nathan acertou com o Fluminense por empréstimo de uma temporada.Em 27 de janeiro de 2022, Nathan estreou pelo  Fluminense com derrota para o Bangu por 1 a 0, na estreia do Campeonato Carioca, no Estádio Luso-Brasileiro, na Ilha do Governador.No dia 20 de agosto de 2023, Nathan fez seu primeiro gol pelo Tricolor no jogo em que o Fluminense venceu o Coritiba por 5 a 2, no Maracanã, pela 23ª rodada do Brasileirão.
Nathan deixou o Fluminense, onde participou de 38 jogos (13 como titular), marcou três gols e deu duas assistências.

### Grêmio
Em 10 de abril de 2023, o Grêmio anunciou a contratação de Nathan com vínculo de três anos, ele assinou contrato até o fim de 2025. Em 12 de agosto de 2025, o clube gaúcho anunciou a rescisão contratual com o atleta, ficando livre no mercado.

## Seleção Brasileira
Nathan tem passagens pelas equipes Sub-17 e Sub-20 do Brasil.
Se destacou na Copa do Mundo FIFA Sub-17 de 2013, em Abu Dhabi, marcando cinco gols e assinando cinco assistências. Disputou também o Campeonato Sul-Americano Sub-20 de 2015.

## Estatísticas

### Clubes
Abaixo estão listados todos os jogos, gols e assistências do futebolista por clubes.
| Clube                | Temporada         | Campeonato nacional | Campeonato nacional | Campeonato nacional | Copa nacional[a] | Copa nacional[a] | Copa nacional[a] | Competições continentais[b] | Competições continentais[b] | Competições continentais[b] | Outros torneios[c] | Outros torneios[c] | Outros torneios[c] | Total | Total | Total   |
| Clube                | Temporada         | Jogos               | Gols                | Assist.             | Jogos            | Gols             | Assist.          | Jogos                       | Gols                        | Assist.                     | Jogos              | Gols               | Assist.            | Jogos | Gols  | Assist. |
| -------------------- | ----------------- | ------------------- | ------------------- | ------------------- | ---------------- | ---------------- | ---------------- | --------------------------- | --------------------------- | --------------------------- | ------------------ | ------------------ | ------------------ | ----- | ----- | ------- |
| Athlético Paranaense | 2014              | 11                  | 0                   | 0                   | 2                | 0                | 0                | 2                           | 0                           | 0                           | 7                  | 1                  | 0                  | 22    | 1     | 0       |
| Athlético Paranaense | 2015              | —                   | —                   | —                   | —                | —                | —                | —                           | —                           | —                           | 2                  | 0                  | 0                  | 2     | 0     | 0       |
| Athlético Paranaense | Total             | 11                  | 0                   | 0                   | 2                | 0                | 0                | 2                           | 0                           | 0                           | 9                  | 1                  | 0                  | 24    | 1     | 0       |
| Vitesse              | 2015–16           | 18                  | 2                   | 0                   | —                | —                | —                | 1                           | 0                           | 0                           | —                  | —                  | —                  | 19    | 2     | 0       |
| Vitesse              | 2016–17           | 27                  | 4                   | 2                   | 5                | 1                | 0                | —                           | —                           | —                           | —                  | —                  | —                  | 32    | 5     | 2       |
| Vitesse              | Total             | 45                  | 6                   | 2                   | 5                | 1                | 0                | 1                           | 0                           | 0                           | —                  | —                  | —                  | 51    | 7     | 2       |
| Amiens               | 2017–18           | 1                   | 0                   | 0                   | 2                | 0                | 0                | —                           | —                           | —                           | —                  | —                  | —                  | 3     | 0     | 0       |
| Amiens               | Total             | 1                   | 0                   | 0                   | 2                | 0                | 0                | —                           | —                           | —                           | —                  | —                  | —                  | 3     | 0     | 0       |
| Belenenses           | 2017–18           | 13                  | 2                   | 1                   | —                | —                | —                | —                           | —                           | —                           | —                  | —                  | —                  | 13    | 2     | 1       |
| Belenenses           | Total             | 13                  | 2                   | 1                   | —                | —                | —                | —                           | —                           | —                           | —                  | —                  | —                  | 13    | 2     | 1       |
| Atlético Mineiro     | 2018              | 7                   | 0                   | 0                   | —                | —                | —                | —                           | —                           | —                           | —                  | —                  | —                  | 7     | 0     | 0       |
| Atlético Mineiro     | 2019              | 20                  | 4                   | 0                   | 1                | 0                | 0                | 7                           | 0                           | 0                           | 6                  | 1                  | 0                  | 34    | 5     | 0       |
| Atlético Mineiro     | 2020              | 27                  | 3                   | 2                   | 2                | 0                | 0                | 1                           | 0                           | 0                           | 8                  | 3                  | 3                  | 38    | 6     | 5       |
| Atlético Mineiro     | 2021              | 22                  | 2                   | 3                   | 5                | 0                | 0                | 5                           | 1                           | 0                           | 7                  | 0                  | 0                  | 39    | 3     | 3       |
| Atlético Mineiro     | Total             | 76                  | 9                   | 5                   | 8                | 0                | 0                | 13                          | 1                           | 0                           | 21                 | 4                  | 3                  | 118   | 14    | 8       |
| Fluminense           | 2022              | 15                  | 2                   | 1                   | 4                | 1                | 0                | 4                           | 0                           | 0                           | 6                  | 0                  | 0                  | 38    | 3     | 2       |
| Fluminense           | Total             | 15                  | 2                   | 1                   | 4                | 1                | 0                | 4                           | 0                           | 0                           | 6                  | 0                  | 0                  | 38    | 3     | 2       |
| Total na carreira    | Total na carreira | 161                 | 19                  | 9                   | 21               | 2                | 0                | 20                          | 1                           | 0                           | 36                 | 5                  | 3                  | 238   | 27    | 12      |

- a. ^ Jogos da Copa do Brasil, Copa dos Países Baixos e Copa da Liga Francesa
- b. ^ Jogos da Copa Libertadores, Liga Europa e Copa Sul-Americana
- c. ^ Jogos do Campeonato Paraense, Campeonato Mineiro e Campeonato Carioca

### Seleção Brasileira
Abaixo estão listados todos os jogos, gols e assistências do futebolista pela Seleção Brasileira, desde as categorias de base.
Seleção Sub–20
| Ano               | Campeonato Sul–Americano | Campeonato Sul–Americano | Campeonato Sul–Americano | Amistosos | Amistosos | Amistosos | Total | Total | Total   |
| Ano               | Jogos                    | Gols                     | Assist.                  | Jogos     | Gols      | Assist.   | Jogos | Gols  | Assist. |
| ----------------- | ------------------------ | ------------------------ | ------------------------ | --------- | --------- | --------- | ----- | ----- | ------- |
| 2014              | —                        | —                        | —                        | 1         | 0         | 0         | 1     | 0     | 0       |
| 2015              | 8                        | 1                        | 1                        | —         | —         | —         | 8     | 1     | 1       |
| Total na carreira | 8                        | 1                        | 0                        | 1         | 0         | 0         | 9     | 1     | 1       |

Seleção Sub–17
| Ano               | Campeonato Mundial | Campeonato Mundial | Campeonato Mundial |
| Ano               | Jogos              | Gols               | Assist.            |
| ----------------- | ------------------ | ------------------ | ------------------ |
| 2013              | 5                  | 5                  | 5                  |
| Total na carreira | 5                  | 5                  | 5                  |

## Títulos

### Clubes
Vitesse
- Copa dos Países Baixos: 2016–17

Atlético Mineiro
- Campeonato Brasileiro: 2021
- Copa do Brasil: 2021
- Campeonato Mineiro: 2020, 2021, 2023

Fluminense
- Campeonato Carioca: 2022
- Taça Guanabara: 2022

Grêmio
- Campeonato Gaúcho: 2024
- Recopa Gaúcha: 2025

### Seleção nacional
Brasil Sub-20
- Torneio Internacional de COTIF: 2014

### Prêmios individuais
- Seleção do Campeonato Mineiro (TV Globo Minas): 2020